# Диметилтриптамін
Димети́лтриптамі́н — алкалоїд, сильнодійна психоактивна речовина з класу триптамінів. За хімічною структурою діметилтриптамін подібний до серотоніну, одного з найважливіших нейромедіаторів у мозку ссавців. Діметилтриптамін також виробляється в невеликих кількостях людським організмом у процесі метаболізму.
ДМТ використовується як психоделік і готується різними культурами для ритуальних і психотерапевтичних цілей як ентеоген.

## Синтез
Ендогенний ДМТ синтезується з незамінної амінокислоти триптофану, яка декарбоксилюється до триптаміну. Потім триптамін трансметилюється ферментом індолетиламіно-N-метилтрансферазою (з використанням S-аденозилметіоніну як субстрату), який каталізує приєднання метильних груп, що призводить до утворення N-метилтриптаміну і ДМТ.

## Клінічні дослідження
ДМТ може сприяти швидкій і тривалій нейропластичності, що може мати широкий спектр терапевтичних переваг. (див. Психоделічна психотерапія)
Дослідження in vitro та in vivo 2020 року показали, що ДМТ, присутній у настої аяваски, сприяє нейрогенезу.
ДМТ, як ендогенний ліганд сигма-1 рецепторів (Sig-1Rs), є ефективним проти системної гіпоксії. Дослідження демонструють, що ДМТ зменшує кількість апоптичних і ферроптотичних клітин у передньому мозку ссавців і підтримує виживання астроцитів в ішемізованому середовищі. Згідно з цими даними, ДМТ можна розглядати як допоміжну фармакологічну терапію при лікуванні гострої церебральної ішемії.
ДМТ вивчається як потенційний засіб лікування хвороби Паркінсона у фазі I та II клінічних досліджень.
SPL026 (ДМТ фумарат) зараз проходить фазу II клінічних випробувань, щоб дослідити його використання разом із підтримуючою психотерапією як потенційне лікування великого депресивного розладу. Крім того, проводиться дослідження безпеки, щоб дослідити наслідки поєднання антидепресантів із SPL026.

## Нейрофармакологія
Нещодавно дослідники виявили, що N, N -диметилтриптамін є потужним психопластогеном — сполукою, здатною сприяти швидкій і тривалій нейропластичності, яка може мати широку терапевтичну користь.
Під час психіатричного дослідження певна кількість диметилтриптаміну та О-метилбуфотеніну була виявлена в спинномозковій рідині людини.

## Правовий статус ДМТ в Україні
Диметилтриптамін відноситься до особливо небезпечних психотропних речовин, обіг яких заборонено, згідно із Списком № 2 Переліку наркотичних засобів, психотропних речовин і прекурсорів, затверджених Постановою Кабінету Міністрів України № 770 від 6 травня 2000 р.